# Leptodactylus myersi
Leptodactylus myersi är en groddjursart som beskrevs av Heyer 1995. Leptodactylus myersi ingår i släktet Leptodactylus och familjen tandpaddor. IUCN kategoriserar arten globalt som livskraftig. Inga underarter finns listade i Catalogue of Life.